# Simon Lamunière
 (novembre 2023).
Il peut être nécessaire de l'améliorer pour respecter le principe de neutralité de point de vue. Veuillez consulter la page de discussion pour plus de détails.

 (novembre 2023).
Si vous disposez d'ouvrages ou d'articles de référence ou si vous connaissez des sites web de qualité traitant du thème abordé ici, merci de compléter l'article en donnant les références utiles à sa vérifiabilité et en les liant à la section « Notes et références ».
Simon Lamunière, né le 11 août 1961 à Genève, est un artiste et commissaire d'exposition suisse. 

## Biographie
Simon Lamunière naît le 11 août 1961 à Genève, dont il est également originaire. Il est le fils de l'architecte Jean-Marc Lamunière et le frère de l'architecte Inès Lamunière.
Il suit une formation de plasticien[réf. souhaitée] à l’École supérieure d’art visuel de Genève, aujourd’hui Haute école d'art et de design (HEAD-Genève) puis à la Haute école d'arts appliqués de Bâle.
Comme commissaire d'exposition, il débute au Centre pour l'Image Contemporaine à Genève de 1987 à 2003. D'abord responsable de projet pour la «Semaine internationale de vidéo» il conçoit et dirige «Version1.0», première édition de la biennale «Version» qu’il assurera jusqu’à ce qu’il quitte le Centre en 2004. En 1997, il conçoit et dirige le site internet de la documenta X dirigée par Catherine David à Cassel. Il participe également à la création du site du Musée d’art moderne du Luxembourg avec l’artiste français Claude Closky, l’écrivain et critique d’art Jean-Charles Massera, et Benjamin Weil, alors conservateur au musée d'art moderne de San Francisco.
Depuis le début des années 2000 au sein du Fonds municipal d'art contemporain (FMAC) et du Fond cantonal d'art contemporain (FCAC) de la Ville de Genève il conçoit et pilote le projet Neon Parallax, un vaste projet d’art public autour de la plaine de Plainpalais. L’enjeu est de placer des œuvres lumineuses d’artistes sur les toits des immeubles entourant la plaine, un espace public, populaire et polyvalent de la ville, sur le même principe que les enseignes publicitaires qui bordent la rade de Genève. 
En 2009, Simon Lamunière a été le directeur d'Utopics, la 11e «exposition suisse de sculpture» à Biel/ Bienne. Cette exposition a rassemblé une cinquantaine d’artistes, de micronations et d’associations dans la ville et donné lieu à la publication Utopics: Systems and Landmarks. Entre 2000 et 2011, il a été le commissaire d’exposition de Art Unlimited, la section pour les œuvres monumentales présentées à Art Basel, une des foires internationales d’art les plus renommées. Entre 2012 et 2015, il a présidé la création d'Artgenève un nouveau salon d'art contemporain basé à Genève. De 2014 à 2016 il a été le commissaire du Domaine du Muy, un parc de sculptures dans le sud de la France, propriété des galeristes Jean-Gabriel et Edward Mitterrand.
En 2021 et 2022 Simon Lamunière à conçu et dirigé une série d'expositions et les publications éponymes OPEN HOUSE à Genève consacrées à l'habitat temporaire dans les domaines de l'art, l'architecture, du design et de l'humanitaire. La dernière exposition de juin à septembre 2022 a réuni plus de trente-cinq oeuvres, pavillons et constructions dans le parc du Saugy à Genthod. 